# Henrique III av Kongo
Henrique III av Kongo, död 1857, var kung av Kongo mellan 1842 och 1857.